# サンタ・フィオーラ
サンタ・フィオーラ（伊: Santa Fiora）は、イタリア共和国トスカーナ州グロッセート県にある、人口約2,500人の基礎自治体（コムーネ）。

## 地理

### 位置・広がり

#### 隣接コムーネ
隣接するコムーネは以下の通り。括弧内のSIはシエーナ県所属を示す。
- アッバディーア・サン・サルヴァトーレ (SI)
- アルチドッソ
- カステル・デル・ピアーノ
- カステッラッツァーラ
- ピアンカスタニャーイオ (SI)
- ロッカルベーニャ
- センプロニアーノ

### 気候分類・地震分類
サンタ・フィオーラにおけるイタリアの気候分類 (it) および度日は、zona E, 2269 GGである。
また、イタリアの地震リスク階級 (it) では、zona 2 (sismicità media) に分類される。

## 行政

### 分離集落
サンタ・フィオーラには、以下の分離集落（フラツィオーネ）がある。
- Bagnolo, Bagnore, Marroneto, Selva

## 人物

### 著名な出身者
- ラウラ・モランテ - 女優。